# Grounds for Sculpture

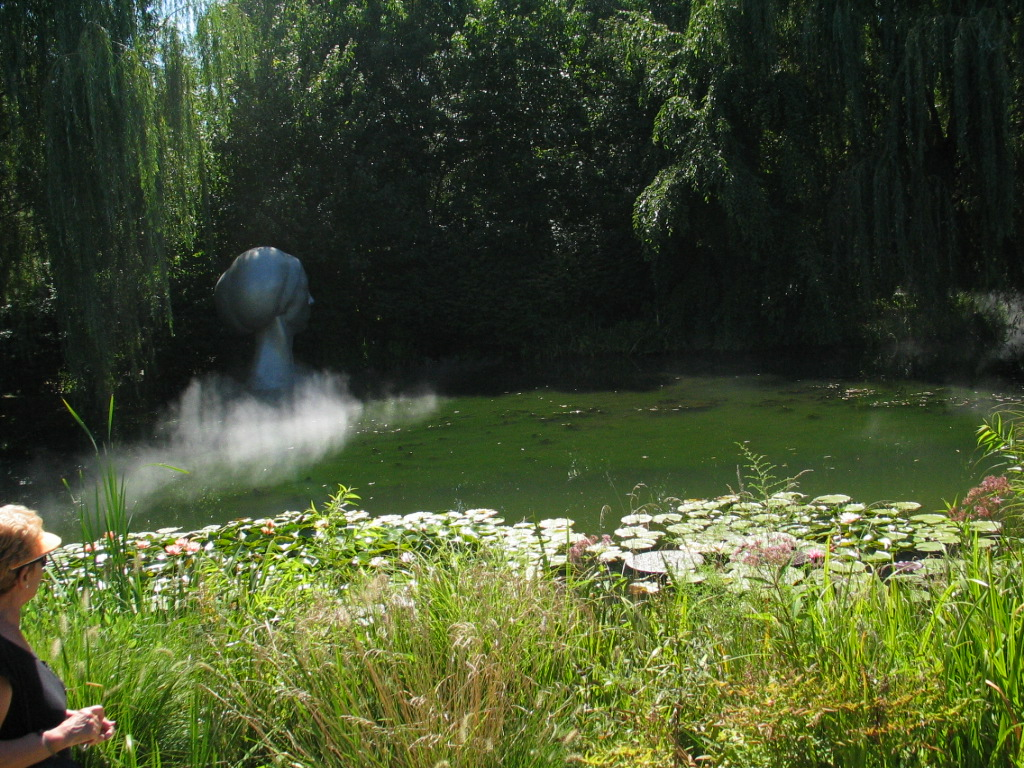
Grounds For Sculpture

Grounds For Sculpture is een museum annex beeldenpark van ruim 14 hectare gelegen in Hamilton Township, Mercer County (New Jersey), Verenigde Staten

## Geschiedenis
Het beeldenpark is gesticht in 1992, op aandringen van de Engels-Amerikaanse beeldhouwer Isaac Witkin, door de beeldhouwer en mecenas J. Seward Johnson, Jr. (van Johnson & Johnson) op het voormalige terrein van de New Jersey State Fairgrounds. Grounds For Sculpture is in het leven geroepen om begrip en waardering te kweken voor moderne beeldhouwkunst, door het organiseren van tentoonstellingen en het uitgeven van catalogi. In juli 2000 werd Grounds For Sculpture een instelling zonder winstoogmerk. Isaac Witkin, zelf met zes beelden in het park vertegenwoordigd, overleed in 2006.

## Collectie
De beeldencollectie van Grounds For Sculpture omvat meer dan 240 sculpturen, vele van groot formaat, van bekende Amerikaanse en internationale beeldhouwers. Het park groeit gemiddeld nog met 15 beelden per jaar. De buitencollectie wordt aangeschaft als versterking van en nadere toelichting op de binnencollectie. Ook worden regelmatig beelden verworven, vaak om het werk van nieuwe kunstenaars te tonen. Dit alles rekening houdende met de landschappelijke omgeving, waarin de werken worden geplaatst.

## Beeldhouwers (selectie)
- Magdalena Abakanowicz
- Bruce Beasley
- Fletcher Benton
- Benbow Bullock
- Anthony Caro
- John Raymond Henry
- Alexander Liberman
- Peter Lundberg
- Clement Meadmore
- Tom Otterness
- Beverly Pepper
- George Segal
- Hartmut Stielow
- Isaac Witkin